# Vuelta a Andalucía 2012
La Vuelta a Andalucía 2012, cinquantottesima edizione della corsa valevole come prova del circuito UCI Europe Tour 2012 categoria 2.1, si svolse in 4 tappe precedute da un prologo dal 19 al 23 febbraio 2012 per un percorso totale di 674,4 km, con partenza da San Fernando e arrivo a La Guardia de Jaén. Fu vinto dallo spagnolo Alejandro Valverde del Movistar Team, che si impose in 16 ore 8 minuti e 49 secondi, alla media di 41,766 km/h.
A La Guardia de Jaén 108 ciclisti tagliarono il traguardo .

## Tappe
| Tappa  | Data        | Percorso                           | km    | Vincitore di tappa | Leader cl. generale |
| ------ | ----------- | ---------------------------------- | ----- | ------------------ | ------------------- |
| Prol.  | 19 febbraio | San Fernando (Cron. individuale)   | 6     | Patrick Gretsch    | Patrick Gretsch     |
| 1ª     | 20 febbraio | Zahara de los Atunes > Benalmádena | 197,9 | Javier Ramírez     | Patrick Gretsch     |
| 2ª     | 21 febbraio | Malaga > Lucena                    | 150,7 | Alejandro Valverde | Alejandro Valverde  |
| 3ª     | 22 febbraio | Montemayor > Las Gabias            | 157,1 | Óscar Freire       | Alejandro Valverde  |
| 4ª     | 23 febbraio | Jaén > La Guardia de Jaén          | 135,7 | Daniel Moreno      | Alejandro Valverde  |
| Totale | Totale      | Totale                             | 647,4 |                    |                     |

## Squadre e corridori partecipanti
| N.    | Cod. | Squadra               |
| ----- | ---- | --------------------- |
| 1-7   | RNT  | RadioShack-Nissan     |
| 11-17 | LTB  | Lotto-Belisol Team    |
| 21-27 | RAB  | Rabobank Cycling Team |
| 31-37 | VCD  | Vacansoleil-DCM       |
| 41-47 | KAT  | Katusha Team          |
| 51-57 | EUS  | Euskaltel-Euskadi     |
| 61-67 | MOV  | Movistar Team         |
| 71-77 | APP  | Team NetApp           |

| N.      | Cod. | Squadra                       |
| ------- | ---- | ----------------------------- |
| 81-87   | SPI  | SpiderTech powered by C10     |
| 91-97   | SAU  | Saur-Sojasun                  |
| 101-107 | PRO  | Project 1T4I                  |
| 111-117 | CJR  | Caja Rural                    |
| 121-127 | ACG  | Andalucía                     |
| 131-137 | COF  | Cofidis, le Crédit en Ligne   |
| 141-147 | ACC  | Accent Jobs-Willems Veranda's |
| 151-157 | NSP  | NSP-Ghost                     |

## Dettagli delle tappe

### Prologo
- 19 febbraio: San Fernando – Cronometro individuale – 6 km

Risultati
| Pos. | Corridore       | Squadra      | Tempo |
| ---- | --------------- | ------------ | ----- |
| 1    | Patrick Gretsch | Project 1T4I | 6'49" |
| 2    | Markel Irizar   | RadioShack   | a 2"  |
| 3    | Jérôme Coppel   | Saur-Sojasun | a 3"  |

| Pos. | Corridore       | Squadra      | Tempo |
| ---- | --------------- | ------------ | ----- |
| 1    | Patrick Gretsch | Project 1T4I | 6'49" |
| 2    | Markel Irizar   | RadioShack   | a 2"  |
| 3    | Jérôme Coppel   | Saur-Sojasun | a 3"  |

### 1ª tappa
- 20 febbraio: Zahara de los Atunes > Benalmádena – 197,9 km

Risultati
| Pos. | Corridore       | Squadra    | Tempo    |
| ---- | --------------- | ---------- | -------- |
| 1    | Javier Ramírez  | Andalucía  | 5h02'10" |
| 2    | Luis Ángel Maté | Cofidis    | s.t.     |
| 3    | Will Routley    | SpiderTech | a 3"     |

| Pos. | Corridore       | Squadra      | Tempo    |
| ---- | --------------- | ------------ | -------- |
| 1    | Patrick Gretsch | Project 1T4I | 5h09'02" |
| 2    | Markel Irizar   | RadioShack   | a 2"     |
| 3    | Jérôme Coppel   | Saur-Sojasun | a 3"     |

### 2ª tappa
- 21 febbraio: Malaga > Lucena – 150,7 km

Risultati
| Pos. | Corridore          | Squadra       | Tempo    |
| ---- | ------------------ | ------------- | -------- |
| 1    | Alejandro Valverde | Movistar Team | 4h02'37" |
| 2    | Denis Men'šov      | Katusha       | a 10"    |
| 3    | Rein Taaramäe      | Cofidis       | s.t.     |

| Pos. | Corridore          | Squadra       | Tempo    |
| ---- | ------------------ | ------------- | -------- |
| 1    | Alejandro Valverde | Movistar Team | 9h11'58" |
| 2    | Rein Taaramäe      | Cofidis       | a 3"     |
| 3    | Jérôme Coppel      | Saur-Sojasun  | a 8"     |

### 3ª tappa
- 22 febbraio: Montemayor > Las Gabias – 157,1 km

Risultati
| Pos. | Corridore        | Squadra     | Tempo    |
| ---- | ---------------- | ----------- | -------- |
| 1    | Óscar Freire     | Katusha     | 3h41'55" |
| 2    | Daniel Schorn    | Team NetApp | s.t.     |
| 3    | Michael Matthews | Rabobank    | s.t.     |

| Pos. | Corridore          | Squadra       | Tempo     |
| ---- | ------------------ | ------------- | --------- |
| 1    | Alejandro Valverde | Movistar Team | 12h53'53" |
| 2    | Rein Taaramäe      | Cofidis       | a 3"      |
| 3    | Jérôme Coppel      | Saur-Sojasun  | a 8"      |

### 4ª tappa
- 23 febbraio: Jaén > La Guardia de Jaén – 135,7 km

Risultati
| Pos. | Corridore          | Squadra       | Tempo    |
| ---- | ------------------ | ------------- | -------- |
| 1    | Daniel Moreno      | Katusha       | 3h14'54" |
| 2    | Alejandro Valverde | Movistar Team | a 2"     |
| 3    | Samuel Sánchez     | Euskaltel     | s.t.     |

| Pos. | Corridore          | Squadra       | Tempo     |
| ---- | ------------------ | ------------- | --------- |
| 1    | Alejandro Valverde | Movistar Team | 16h08'49" |
| 2    | Rein Taaramäe      | Cofidis       | a 3"      |
| 3    | Jérôme Coppel      | Saur-Sojasun  | a 8"      |

## Evoluzione delle classifiche
| Tappa              | Vincitore          | Classifica generale | Classifica scalatori | Classifica a punti | Classifica traguardi volanti | Classifica combinata | Classifica spagnoli | Classifica a squadre |
| ------------------ | ------------------ | ------------------- | -------------------- | ------------------ | ---------------------------- | -------------------- | ------------------- | -------------------- |
| Prol.              | Patrick Gretsch    | Patrick Gretsch     | non assegnata        | Patrick Gretsch    | non assegnata                | Patrick Gretsch      | Markel Irizar       | RadioShack-Nissan    |
| 1ª                 | Javier Ramírez     | Patrick Gretsch     | Luis Ángel Maté      | Patrick Gretsch    | Luis Ángel Maté              | Luis Ángel Maté      | Markel Irizar       | Andalucía            |
| 2ª                 | Alejandro Valverde | Alejandro Valverde  | Mickaël Buffaz       | Alejandro Valverde | Luis Ángel Maté              | Alejandro Valverde   | Alejandro Valverde  | RadioShack-Nissan    |
| 3ª                 | Óscar Freire       | Alejandro Valverde  | Mickaël Buffaz       | Óscar Freire       | Luis Ángel Maté              | Alejandro Valverde   | Alejandro Valverde  | RadioShack-Nissan    |
| 4ª                 | Daniel Moreno      | Alejandro Valverde  | Luis Ángel Maté      | Alejandro Valverde | Luis Ángel Maté              | Alejandro Valverde   | Alejandro Valverde  | RadioShack-Nissan    |
| Classifiche finali | Classifiche finali | Alejandro Valverde  | Luis Ángel Maté      | Alejandro Valverde | Luis Ángel Maté              | Alejandro Valverde   | Alejandro Valverde  | RadioShack-Nissan    |

## Classifiche finali

### Classifica generale
| Pos. | Corridore          | Squadra       | Tempo     |
| ---- | ------------------ | ------------- | --------- |
| 1    | Alejandro Valverde | Movistar Team | 16h08'49" |
| 2    | Rein Taaramäe      | Cofidis       | a 3"      |
| 3    | Jérôme Coppel      | Saur-Sojasun  | a 8"      |
| 4    | Denis Men'šov      | Katusha       | a 14"     |
| 5    | Sergej Lagutin     | Vacansoleil   | a 15"     |
| 6    | Tom Dumoulin       | Project 1T4I  | a 18"     |
| 7    | Fränk Schleck      | RadioShack    | a 22"     |
| 8    | Haimar Zubeldia    | RadioShack    | a 26"     |
| 9    | Maxime Monfort     | RadioShack    | a 27"     |
| 10   | Wilco Kelderman    | Rabobank      | a 28"     |

### Classifica a punti
| Pos. | Corridore          | Squadra       | Punti |
| ---- | ------------------ | ------------- | ----- |
| 1    | Alejandro Valverde | Movistar Team | 45    |
| 2    | Óscar Freire       | Katusha       | 39    |
| 3    | Michael Matthews   | Rabobank      | 39    |
| 4    | Rein Taaramäe      | Cofidis       | 32    |
| 5    | Sergej Lagutin     | Vacansoleil   | 31    |

### Classifica scalatori
| Pos. | Corridore          | Squadra       | Punti |
| ---- | ------------------ | ------------- | ----- |
| 1    | Luis Ángel Maté    | Cofidis       | 21    |
| 2    | Mickaël Buffaz     | Cofidis       | 19    |
| 3    | Alejandro Valverde | Movistar Team | 12    |
| 4    | Jesús Rosendo      | Andalucía     | 12    |
| 5    | Denis Men'šov      | Katusha       | 10    |

### Classifica traguardi volanti
| Pos. | Corridore       | Squadra      | Tempo |
| ---- | --------------- | ------------ | ----- |
| 1    | Luis Ángel Maté | Cofidis      | 7     |
| 2    | Jurij Trofimov  | Katusha      | 4     |
| 3    | David Le Lay    | Saur-Sojasun | 3     |
| 4    | Mickaël Buffaz  | Cofidis      | 3     |
| 5    | Jorge Azanza    | Euskaltel    | 3     |

### Classifica a squadre
| Pos. | Squadra           | Tempo     |
| ---- | ----------------- | --------- |
| 1    | RadioShack-Nissan | 48h27'10" |
| 2    | Rabobank          | a 24"     |
| 3    | Katusha Team      | a 37"     |
| 4    | Saur-Sojasun      | a 1'02"   |
| 5    | Euskaltel-Euskadi | a 1'23"   |